# Philautus petilus
Philautus petilus é uma espécie de anfíbio da família Rhacophoridae.
É endémica do Laos.
Os seus habitats naturais são: florestas subtropicais ou tropicais húmidas de baixa altitude.